# ロジャー・ペンスキー

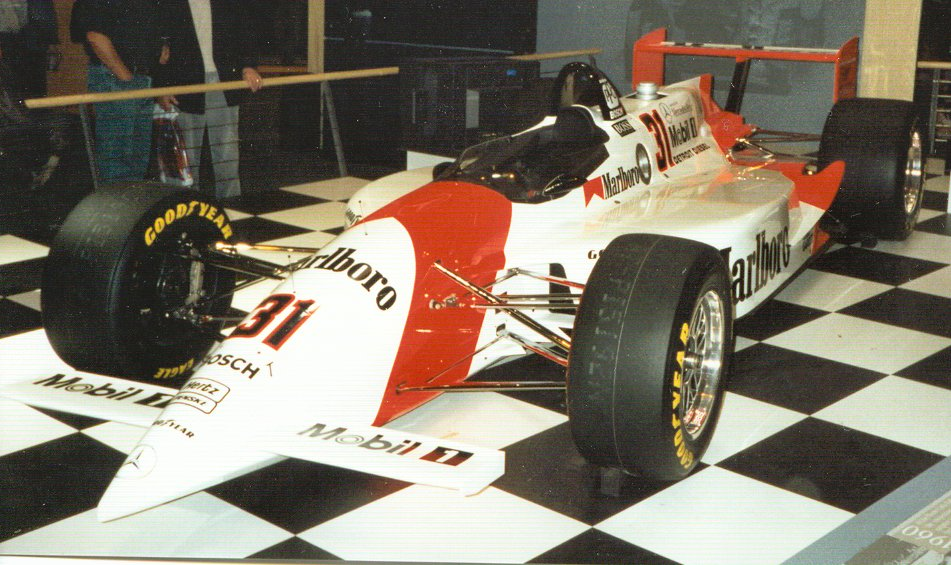
1994年のインディ500優勝車、Penske PC23。アル・アンサーJr.ドライブ

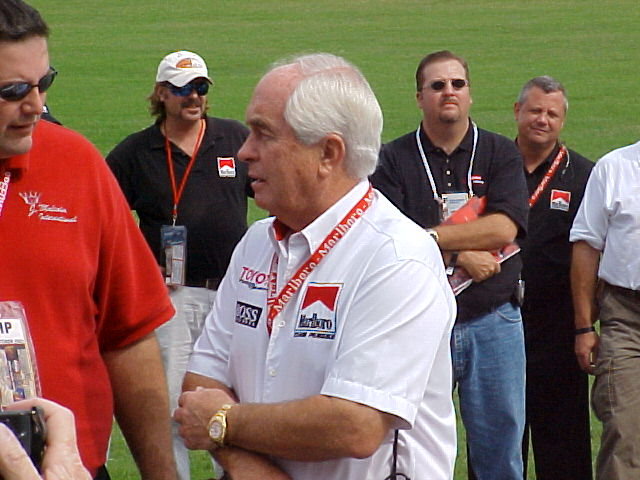
ロジャー・ペンスキー、2005年

ロジャー・ペンスキー（Roger S. Penske、1937年2月20日 - ）は、アメリカ合衆国の実業家、元レーシングドライバーである。現在チーム・ペンスキー、インディアナポリス・モーター・スピードウェイ、インディカー、ペンスキー・オートモーティブ・グループなどを所有する、ペンスキー・コーポレーションの創業者兼会長。大統領自由勲章の受賞者である。

## 人物
F1ドライバーとして1961年と1962年の2シーズンに参戦。1961年にはスポーツ・イラストレイテッド誌によってスポーツカークラブ・オブ・アメリカのドライバーオブザイヤーに選出されている。1965年のドライバー引退後にシボレーのディーラー業を営んだが、それと同時にインディカー・シリーズとNASCARにチームオーナーとして参戦し、チームはそれぞれのシリーズで強豪となった。
アメリカにおいては、自動車レース界のビッグ・ネームであるため、レーシング・チーム（インディカー・シリーズの名門、ペンスキー・レーシング）のオーナーというイメージが強いが、自己所有のペンスキー・コーポレーションをはじめ、数々の企業を展開、参画している。代表的な所では、
- 物流業　トラックのレンタカー事業。かつてはハーツのトラック部門を請け負っていた。
- 自動車ディーラー　トヨタ自動車のアメリカにおけるディーラー業。
- その他企業の役員　フィリップ・モリス、ゼネラル・エレクトリックなど（そのため、前述のレーシング・チームはマールボロ・チーム・ペンスキーと名乗っていた。）

## 関連ビジネス

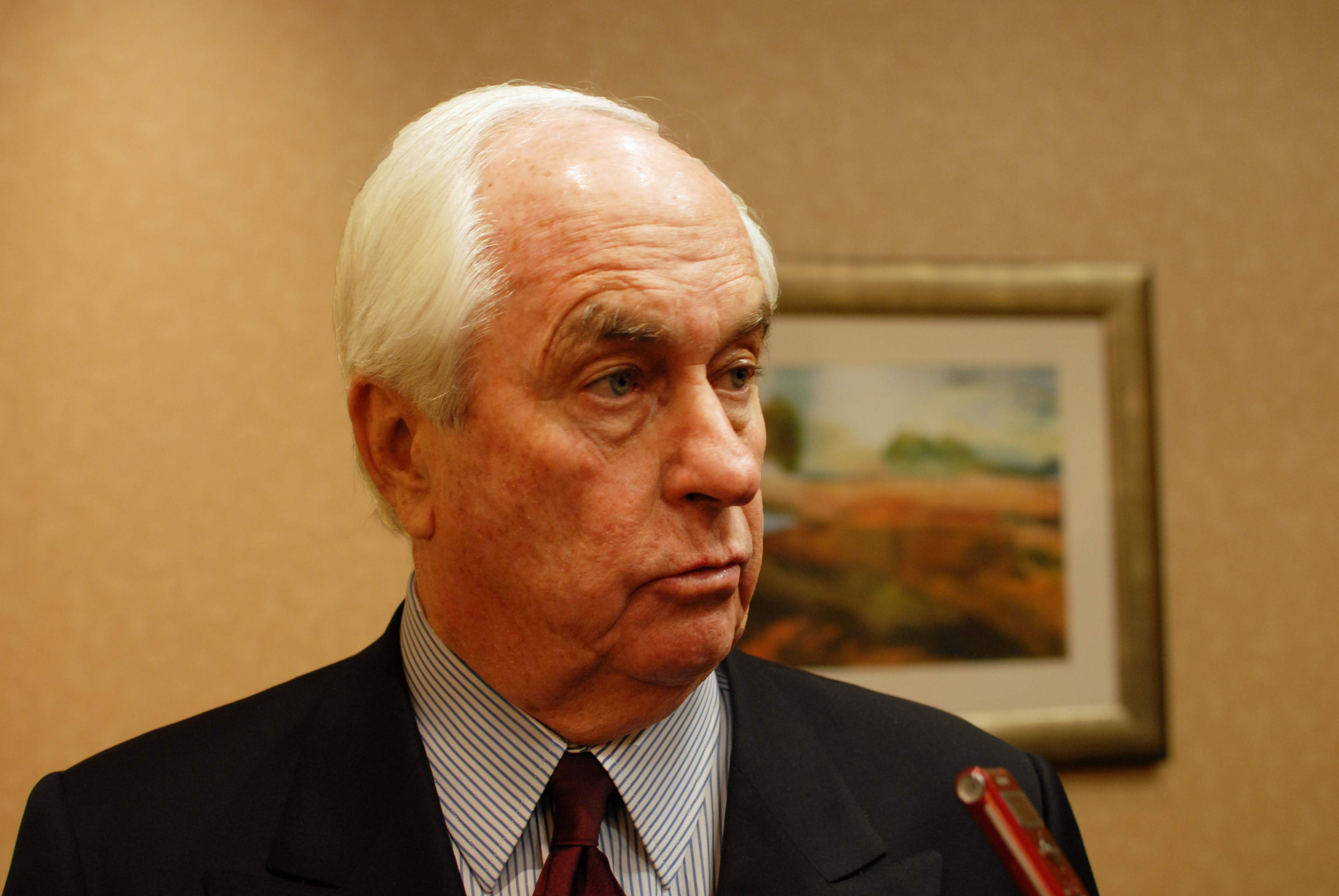
2010年の NMPA イベントで

- チーム・ペンスキー：マールボロ・チーム・ペンスキー (IRL), ペンスキー・サウス (NASCAR), ペンスキー・モータースポーツ (IMSA)
- ペンスキー・オートモーティブ・グループ：(PAG:NYSE - a 40+% stake) 合衆国内に151店舗、世界各国に101店舗を展開するカーディーラー。世界第2位のカーディーラー・グループ。
- ペンスキー・モーター・グループ：カリフォルニア州でのカーディーラー。
- ペンスキー・トラックリース：ゼネラル・エレクトリックとの合弁事業。
- ペンスキー・ロジスティックス：物流企業。
- ペンスキー・エンターテイメント：インディアナポリス・モーター・スピードウェイの経営権を所有し、インディカー・シリーズの運営も行う[2]。
- イルモア：エンジンビルダー

## F1での年度別成績
| 年     | 所属チーム                             | シャシー | 1   | 2   | 3   | 4   | 5   | 6   | 7   | 8     | 9   | WDC       | ポイント |
| ------ | -------------------------------------- | -------- | --- | --- | --- | --- | --- | --- | --- | ----- | --- | --------- | -------- |
| 1961年 | クーパー／ジョン・M・ワイアット三世    | T53      | MON | NED | BEL | FRA | GBR | GER | ITA | USA 8 |     | NC (22位) | 0        |
| 1962年 | ロータス／デュポン・チーム・ゼレックス | 24       | NED | MON | BEL | FRA | GBR | GER | ITA | USA 8 | RSA | NC (25位) | 0        |